# 科措弗內什蒂鄉
46°09′N 26°59′E / 46.150°N 26.983°E
科措弗內什蒂鄉（羅馬尼亞語：Comuna Coțofănești, Bacău），是羅馬尼亞的鄉份，位於該國東北部，由巴克烏縣負責管轄，處於布加勒斯特以北200公里，每年平均降雨量946毫米，海拔高度162米，2007年人口3,297。